# Jordanita horni
Jordanita horni ist ein Schmetterling aus der Familie der Widderchen (Zygaenidae).

## Merkmale
Die Falter erreichen eine Vorderflügellänge von 9,1 bis 11,0 Millimeter bei den Männchen und 9,2 bis 10,0 Millimeter bei den Weibchen. Kopf, Thorax und Abdomen schimmern dunkelgrün. Die Fühler der Männchen sind nahezu schwarz und glanzlos und bestehen aus etwa 35 Segmenten. Der Fühlerschaft ist an der Spitze verdickt und stumpf. Die Vorderflügeloberseite ist dicht beschuppt und schimmert dunkelgrün oder dunkel bläulich grün. Die Flügelfransen sind dunkelbraun. Die Hinterflügeloberseite ist schwarzbraun und hat eine transluzente Basis. Die Flügelunterseiten sind dunkelgrau. Die Weibchen sind etwa gleich groß wie die Männchen. Ihre Fühler haben eine kurze Kämmung und die Vorderflügeloberseiten sind bläulicher.
Bei den Männchen ist der Uncus lang und schlank. Der basale Teil, der etwa ein Drittel der Gesamtlänge einnimmt, ist nur schwach sklerotisiert. Die beiden Teile des Tegumens sind ebenso lang wie der Uncus. Das Vinculum ist schlank und hat keinen stark sklerotisierten Saccus. Die Valven haben keine Fortsätze, der Pulvinus ist sehr schlank und häufig reduziert. Der Aedeagus ist kräftig und hat gerade Cornuti.
Bei den Weibchen ist das Antrum stark sklerotisiert, die transluzente Präbursa ist nur schwach sklerotisiert, aber gut entwickelt.

### Ähnliche Arten
Die Männchen von Jordanita anatolica ähneln Jordanita horni, beide Arten kommen in der Türkei und im Norden des Iran sympatrisch vor. In Armenien und in der Türkei kommt Jordanita graeca sympatrisch mit Jordanita horni vor. Die oben genannten Arten können genitalmorphologisch unterschieden werden. Die Weibchen von Jordanita anatolica und Jordanita graeca haben ungekämmte Fühler.

## Verbreitung
Jordanita horni ist in der Türkei, in Armenien, in Nakhichevan und im Norden des Iran beheimatet.

## Biologie
Die Falter fliegen von Ende Juni bis Ende Juli. Die Biologie der Art ist bisher unbekannt.